# Un gioco da bambini
Un gioco da bambini (Running Wild) è un romanzo breve dello scrittore inglese James Graham Ballard, pubblicato nel 1988.
L'opera, organizzata inizialmente come una giallo deduttivo, descrive le indagini condotte da uno psichiatra forense su un misterioso massacro avvenuto in un idilliaco villaggio residenziale nella provincia londinese. Il romanzo è una satira sulla società incapace di leggere l'evidente significato celato dietro inequivocabili eventi e le implicazioni di comportamenti patologicamente iperprotettivi.

## Trama
(James Graham Ballard, Un gioco da bambini)
Nel moderno villaggio residenziale a Pangbourne a pochi chilometri da Londra, la vita si svolge in modo idilliaco: nessun segreto inconfessabile né comportamenti devianti turbano la tranquillità degli abitanti. Le famiglie si comportano in modo ineccepibile e i figli sono curati con solerzia e attenzione assoluta. Tuttavia, nell'agosto del 1988, tutta la popolazione adulta viene massacrata nell'arco di mezz'ora da un ignoto gruppo di assassini. I cadaveri di trentadue tra abitanti, agenti di sorveglianza e domestici, vengono ritrovati dalla polizia, uccisi nei modi più disparati ma con inquietante efficienza. Non vengono però ritrovate tracce dei ragazzi e dei bambini residenti e sui motivi del massacro vengono ipotizzate le tesi più fantasiose.
Lo psichiatra forense Richard Greville viene incaricato dalle autorità di investigare sull'eccidio e si reca a Pangbourne mesi dopo il massacro per cercare indizi. L'uomo non riesce a interpretare immediatamente il senso dell'evento, le cui cause sono invece ben chiare al laconico poliziotto, il sergente Payne, che collabora con lo psichiatra. Man mano lo scenario si delinea nella sua inquietante chiarezza: i ragazzi del villaggio hanno massacrato tutti gli adulti, spinti dal desiderio di affrancarsi dalle attenzioni e dal regime iperprotettivo e di controllo dei genitori. La tesi però, seppure suffragata da evidenti prove, non viene accettata delle autorità che preferiscono invece sposare ipotesi assurde circa gli omicidi avvenuti. Dopo alcuni mesi viene ritrovata Marion Miller di otto anni, sopravvissuta all'eccidio; tuttavia la piccola non ricorda nulla degli eventi drammatici e a nulla valgono le indagini condotte dagli inquirenti fino a quando un commando, composto da alcuni ragazzi, rapisce la bambina dall'ospedale in cui è ricoverata, uccidendo le guardie e ferendo Greville.
A questo punto sull'identità dei colpevoli dell'eccidio non dovrebbero esserci più dubbi ma l'opinione pubblica e le autorità si rifiutano di credere alla colpevolezza dei ragazzi e preferiscono invece ipotizzare incredibili scenari per dare un senso al massacro avvenuto.
Cinque anni dopo un gruppo terroristico, composto esclusivamente da ragazzi, attenta alla vita di un ex primo ministro britannico.

## Personaggi
Richard GrevilleLo psichiatra incaricato dal Ministero degli Interni di investigare sul massacro. L'uomo scopre quasi subito il coinvolgimento dei ragazzi negli omicidi ma non viene creduto dalle autorità che lo estromettono dalle indagini.
PayneSergente della polizia, si è occupato delle indagini sul massacro. Le sue ipotesi forniscono a Greville gli indizi per risolvere il mistero.
Marion MillerOtto anni. Alcuni mesi dopo il massacro viene rinvenuta alla polizia in stato confusionale. Nonostante gli sforzi delle autorità, a causa dell'amnesia cui è affetta, non fornisce alcun indizio per la soluzione delle indagini. Un commando composto da alcuni ragazzi la rapisce mesi dopo dall'ospedale in cui era ricoverata, facendone nuovamente sparire le tracce.
Robin MillerIl fratello di Marion.
Roger SterlingQuindicenne, probabilmente l'ideatore e organizzatore del massacro.

## Edizioni
- James Graham Ballard, Un gioco da bambini, Ariele, Edizioni Anabasi, 1992,  p. 110, ISBN 8841730013.
- James Graham Ballard, Un gioco da bambini, Tascabili, Edizioni Anabasi, 1992,  p. 110, ISBN 8841720069.
- James Graham Ballard, Un gioco da bambini, I Nani, Baldini & Castoldi, 1999,  p. 110, ISBN 8880894536.
- James Graham Ballard, Un gioco da bambini, Universale Economica Feltrinelli, Feltrinelli, 2007,  p. 92, ISBN 978-88-07-81976-6.